# Taika Waititi
Taika David Cohen (Wellington; 16 de agosto de 1975), también conocido como Taika Waititi, es un actor, director, guionista y productor de cine neozelandés.

## Biografía
De nombre real Taika David Cohen, nació en Wellington y creció tanto en el suburbio del Aro Valley como en Raukokore, en la región de Bay of Plenty en la Isla Norte de Nueva Zelanda. Su padre era un artista de ascendencia Te Whānau-ā-Apanui, mientras que su madre, Robin Cohen, es maestra de escuela. Waititi declaró que la familia de su madre eran judíos rusos "mezclados con un poco de irlandés" y otros ancestros europeos, mientras que el lado de su padre era "maorí y un poco de francocanadiense". Waititi se describe a sí mismo como un "judío polinesio", aunque ha declarado que nunca creció en un "hogar judío practicante".
Los padres de Waititi se separaron cuando él tenía alrededor de cinco años, y fue criado principalmente por su madre. Asistió a Onslow College, luego estudió teatro en la Universidad Victoria de Wellington, donde se graduó con una licenciatura en artes en 1997. Originalmente usó el apellido de su madre, Cohen, para su trabajo en cine y escritura, y el de su padre, Waititi, para sus esfuerzos en las artes visuales. Tras el éxito de su primer cortometraje, siguió utilizando Waititi profesionalmente.

## Trayectoria

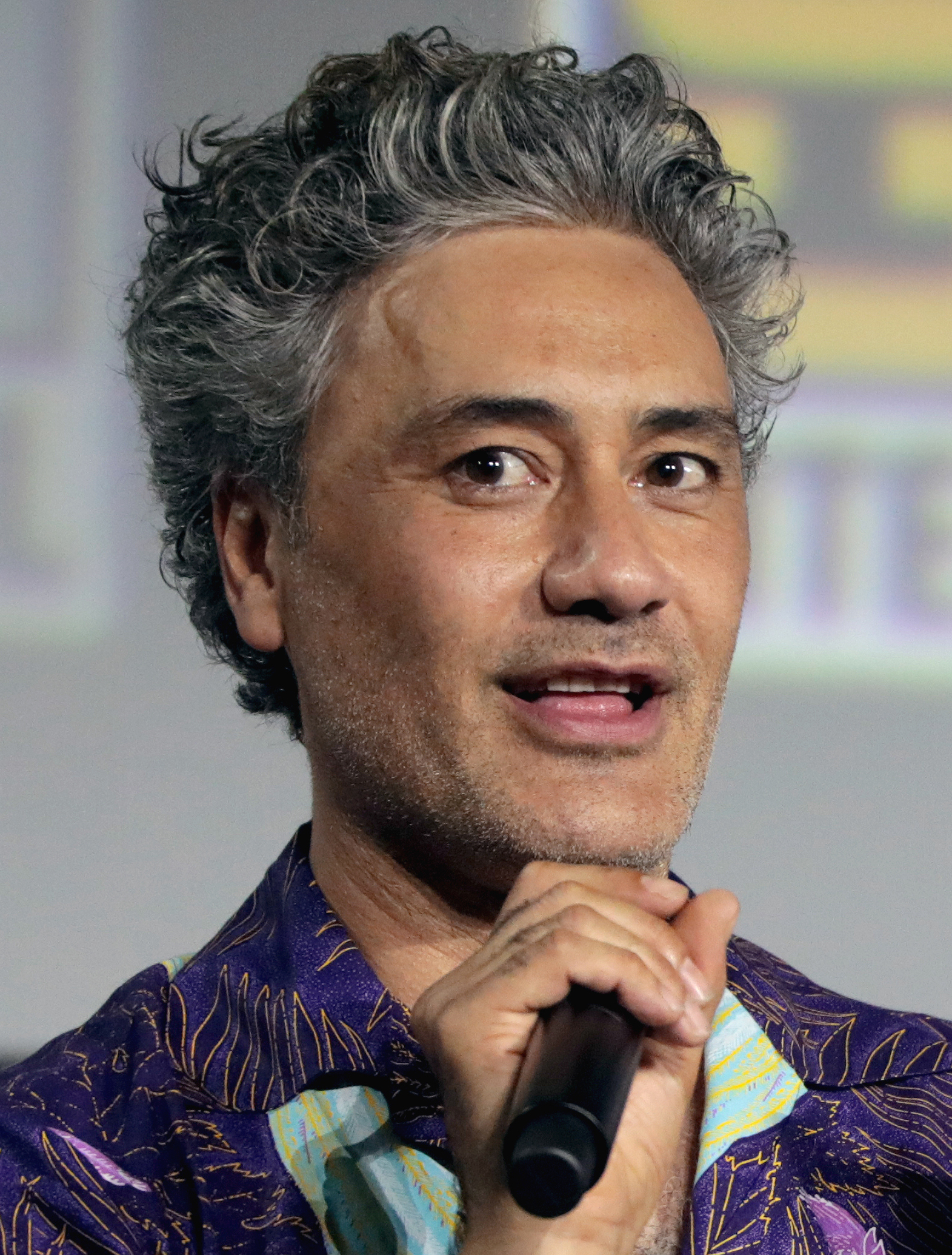
Taika Waititi en la Convención Internacional de Cómics de San Diego de 2019.

### Inicios
Mientras estudiaba en la Universidad de Victoria, Waititi formó parte del conjunto de comedia de cinco miembros So You're a Man, que realizó una gira por Nueva Zelanda y Australia con cierto éxito. Fue la mitad del dúo de comedia The Humourbeasts junto a Jemaine Clement, que recibió el galardón de comedia más importante de Nueva Zelanda, el premio Billy T, en 1999. Entre una variedad de intereses artísticos, Waititi comenzó a hacer cortometrajes cómicos para el concurso anual de cine de 48 horas de Nueva Zelanda.
Su cortometraje Two Cars, One Night (2003) le valió una nominación a los premios Óscars en 2005. En la ceremonia de premiación, fingió quedarse dormido mientras se leían las nominaciones. Su primer largometraje, una comedia romántica llamada Eagle vs Shark, se estrenó en los cines de Estados Unidos para distribución limitada en 2007. Está protagonizada por la entonces pareja de Waititi en la vida real, Loren Horsley. Ese año, Waititi escribió y dirigió un episodio del programa de televisión Flight of the Conchords.

### Reconocimiento
Su película de 2010 Boy se convirtió en la más taquillera en Nueva Zelanda, y fue lanzada internacionalmente en 2012. 
En 2014 dirige y escribe, junto a Jemaine Clement, el falso documental sobre vampiros What We Do in the Shadows.
En 2017 estrena la superproducción de Marvel Studios Thor: Ragnarok donde, además de dirigirla, interpreta al personaje Korg, el cual volvería a interpretar en Avengers: Endgame (2019).
En 2019 estrena Jojo Rabbit, la cual fue nominada con el Óscar a la mejor película y ganadora del Óscar al mejor guion adaptado.
En 2021, tiene un papel secundario en la cinta de Shawn Levy Free Guy y un cameo en la de James Gunn The Suicide Squad.
El 4 de noviembre de 2021 anunció que dirigiría la adaptación cinematográfica del cómic El Incal, escrito por Alejandro Jodorowsky y dibujado por Moebius.
En junio de 2022 dirige y guioniza Thor: Love and Thunder, dentro del MCU, donde además vuelve a interpretar a Korg.
En noviembre de 2023 estrena Next Goal Wins de la que es productor, guionista y director, y en la que hace un pequeño cameo.

## Vida personal
En 2011 casó con Chelsea Winstanley, y en mayo de 2012, nació su primera hija, Te Hinekāhu. Su segunda hija nació en agosto de 2015, y la pareja se separó en 2018.
Desde agosto de 2021 está en una relación con la cantante Rita Ora. Se casaron en una ceremonia secreta llevada a cabo en Londres.

## Filmografía
Todos sus trabajos:

### Cine
| Año  | Título                             | Director | Productor | Guionista | Actor | Notas                                              |
| ---- | ---------------------------------- | -------- | --------- | --------- | ----- | -------------------------------------------------- |
| 2023 | Next Goal Wins                     | Sí       | Sí        | Sí        | Sí    | Papel: Clérigo                                     |
| 2022 | Lightyear                          | No       | No        | No        | Sí    | Papel: Morrison (voz)                              |
| 2022 | Thor: Love and Thunder             | Sí       | No        | Sí        | Sí    | Papel: Korg                                        |
| 2021 | The Suicide Squad                  | No       | No        | No        | Sí    | Papel: Ratcatcher y Starro (captura de movimiento) |
| 2021 | La vida electrizante de Louis Wain | No       | No        | No        | Sí    | Papel: Max Kase                                    |
| 2021 | Free Guy                           | No       | No        | No        | Sí    | Papel: Antwan                                      |
| 2019 | Avengers: Endgame                  | No       | No        | No        | Sí    | Papel: Korg                                        |
| 2019 | Jojo Rabbit                        | Sí       | Sí        | Sí        | Sí    | Papel: Adolf Hitler                                |
| 2018 | The Breaker Upperers               | No       | Sí        | No        | No    |                                                    |
| 2017 | Thor: Ragnarok                     | Sí       | No        | No        | Sí    | Papel: Korg                                        |
| 2016 | Team Thor                          | Sí       | Sí        | Sí        | No    | Cortometraje del UCM                               |
| 2016 | Moana                              | No       | No        | Sí        | No    | Sin acreditar                                      |
| 2016 | Hunt for the Wilderpeople          | Sí       | Sí        | Sí        | Sí    | Papel: Ministro                                    |
| 2014 | Lo que hacemos en las sombras      | Sí       | Sí        | Sí        | Sí    | Papel: Viago                                       |
| 2011 | Green Lantern                      | No       | No        | No        | Sí    | Papel: Thomas Kalmaku                              |
| 2010 | Boy                                | Sí       | No        | Sí        | Sí    | Papel: Alamein                                     |
| 2007 | Eagle vs Shark                     | Sí       | No        | Sí        | Sí    | Papel: Gordon                                      |
| 2003 | Dos coches, una noche              | Sí       | No        | Sí        | No    | Cortometraje nominado al Óscar                     |
| 2001 | Snakeskin                          | No       | No        | No        | Sí    | Papel: Nelson                                      |
| 1999 | Scarfies                           | No       | No        | No        | Sí    | Papel: Alex                                        |

### Televisión
| Año           | Título                        | Notas                                                   |
| ------------- | ----------------------------- | ------------------------------------------------------- |
| 2022          | Our Flag Means Death          | Papel: Barbanegra / Director                            |
| 2021          | Reservation Dogs              | Cocreador/ Guionista                                    |
| 2021          | What if...?                   | Voz de Korg                                             |
| 2019          | Rick y Morty                  | Voz de Glootie                                          |
| 2019          | The Mandalorian               | Voz de IG-11/ Director                                  |
| 2019–presente | Lo que hacemos en las sombras | Director, escritor, productor Papel: Viago, 8 episodios |
| 2018–22       | Wellington Paranormal         | Cocreador / Productor                                   |
| 2012          | The Inbetweeners              | Director                                                |
| 2011          | Super City                    | Director                                                |
| 2007–09       | Flight of the Conchords       | Director, escritor                                      |
| 2002          | The Strip                     | Papel: Mostin, 13 episodios                             |

## Crítica
Cine
| Película                  |                   |                 |
| Película                  | Rotten Tomatoes   | Metacritic      |
| ------------------------- | ----------------- | --------------- |
| Eagle vs Shark            | 56% (107 reviews) | 55 (25 reviews) |
| Boy                       | 88% (71 reviews)  | 70 (19 reviews) |
| What We Do in the Shadows | 96% (183 reviews) | 76 (33 reviews) |
| Hunt for the Wilderpeople | 97% (198 reviews) | 81 (30 reviews) |
| Thor: Ragnarok            | 93% (421 reviews) | 74 (51 reviews) |
| Jojo Rabbit               | 80% (405 reviews) | 58 (57 reviews) |

## Premios y distinciones
Premios Óscar
| Año  | Categoría            | Película              | Resultado |
| ---- | -------------------- | --------------------- | --------- |
| 2005 | Mejor cortometraje   | Dos coches, una noche | Nominado  |
| 2019 | Mejor película       | Jojo Rabbit           | Nominado  |
| 2019 | Mejor guion adaptado | Jojo Rabbit           | Ganador   |

Premios BAFTA
| Año  | Categoría            | Película    | Resultado |        |
| ---- | -------------------- | ----------- | --------- | ------ |
| 2020 | Mejor guion adaptado | Jojo Rabbit | Ganador   | [ 45 ] |

Premios Globo de Oro
| Año  | Categoría                          | Película    | Resultado |        |
| ---- | ---------------------------------- | ----------- | --------- | ------ |
| 2020 | Mejor película - comedia o musical | Jojo Rabbit | Nominado  | [ 46 ] |

Premios Grammy
| Año  | Categoría                                                                        | Película    | Resultado |        |
| ---- | -------------------------------------------------------------------------------- | ----------- | --------- | ------ |
| 2020 | Mejor recopilación de banda sonora para película, televisión u otro medio visual | Jojo Rabbit | Ganador   | [ 47 ] |